# كأس الاتحاد الأوروبي 1971–72
كأس الاتحاد الأوروبي 1971–72 (بالإنجليزية: 1971–72 UEFA Cup)‏ هو الموسم الأول من بطولة كأس الاتحاد الأوروبي. أقيم بتاريخ 1971، وبمشاركة  64 فريقاً، وفاز توتنهام هوتسبير الانجليزي بأول ألقاب هذه البطولة بعد فوزه في النهائي على مواطنه وولفرهامبتون واندررز بنتيجة 3-2 في مجموع المباراتين.